# Thomas Clifford, 1:e baron Clifford av Chudleigh
Thomas Clifford, 1:e baron av Chudleigh, född den 1 augusti 1630, död den 17 oktober 1673, var en engelsk politiker. Titeln baron Clifford av Chudleigh fick han 1672.
Clifford medverkade vid Karl II:s återkallande till England, och satt därefter i underhuset som företrädare för hovpartiet och en av ledarna för oppositionen mot Clarendon. Han blev 1666 medlem av Privy council och 1667 efter Clarendons fall av den kända cabalministären. Som en av Karl II:s närmaste förtrogna arbetade han för dennes katolska plnaeer och för förbindelsen med Ludvig XIV.
Clifford var riksskattmästare (Lord High Treasurer) från november 1672 till juni 1673. Han avgick från sin post eftersom han som katolik inte kunde uppfylla testaktens krav. Senare samma år tog han sitt eget liv.